# Giuseppe Guarino
Giuseppe Guarino (6 de março de 1827 - 21 de setembro de 1897) foi um prelado católico italiano e cardeal que serviu como arcebispo de Messina de 1875 até sua morte. Ele também foi o fundador da Apostoli della Sacra Famiglia. Guarino se dedicou à formação religiosa adequada para Padres e Freiras enquanto servia em Siracusa e Messina e era conhecido por reacender a fé daqueles que eram considerados excluídos da fé.
Sua causa de canonização começou décadas após sua morte e ele foi intitulado Servo de Deus.

## Vida
Giuseppe Guarino nasceu em 6 de março de 1827 como o segundo de cinco filhos de Michele Guarino e Angela Papia. Seus irmãos eram:
- Paolino
- Achille
- Pietro
- Vicenza

Seu tio paterno, Pietro Guarino, batizou o bebê logo após seu nascimento e ele recebeu o nome de "Giuseppe Giovanni".
Ele começou seus estudos eclesiais em Agrigento em 19 de outubro de 1840, após ter sido investido com o traje eclesiástico no verão de 1838. Foi durante o curso de seus estudos que ele iniciou uma amizade vitalícia com Giuseppe Benedetto Dusmet, que mais tarde se tornou Cardeal e beneditino. Recebeu a tonsura e a primeira ordem menor em 21 de dezembro de 1838 do Bispo de Agrigento Ignazio Montemagno e em 1846 iniciou seus estudos teológicos e filosóficos. Posteriormente, recebeu as demais encomendas menores de Domenico Maria Lo Jacono. Guarino recebeu o subdiaconado em 23 de setembro de 1848 e depois o diaconado em 1849 do Bispo de Caltanissetta Antonio Stromillo. Ele foi ordenado ao sacerdócio em 22 de setembro de 1849 em Caltanissetta e recebeu uma dispensa especial do Papa Pio IX por não ter atingido o requisito de idade canônica para a ordenação. Guarino foi reitor do departamento de direito canônico no colégio de Palermo de 1861 a 1871, onde se formou em direito canônico e civil.
Ele recebeu sua consagração episcopal na Catedral de Palermo em 1872, depois que o Papa Pio IX o nomeou arcebispo de Siracusa. Ele soube de sua nomeação com grande apreensão em 3 de dezembro de 1871 pelo Arcebispo de Palermo e falhou em dissuadir o Papa da nomeação por escrito. Guarino assumiu a posse de sua nova sede em 21 de março e chegou de trem em 17 de abril. Guarino ocupou o cargo até ser transferido para a Arquidiocese de Messina, onde permaneceu até sua morte; ele aprendeu sobre o potencial de transferência em junho de 1875. Guarino chegou a Messina de trem no dia 3 de agosto. O Papa Leão XIII o criou cardeal em 1893 e ele se tornou o Cardeal-sacerdote de San Tommaso in Parione; ele recebeu o chapéu vermelho e o título na semana seguinte à elevação, antes de tomar posse de sua igreja titular em 6 de agosto de 1884.    Ele estabeleceu a Apostoli della Sacra Famiglia em 29 de junho de 1889.
Guarino se destacou quando atendeu enfermos durante as epidemias de varíola e cólera em Messina entre 1885 e 1887, e durante o terremoto de 1894 ofereceu sua vida a Deus para que os danos e as baixas fossem mínimos. Ele também admirava São João Bosco e ofereceu apoio e encorajamento em suas frequentes correspondências. Bosco intitulou Guarino de "Salesiano Cooperador" e Guarino pediu a Bosco que enviasse Salesianos a Messina para trabalhar com os adolescentes. Bosco morreu em 1888 e seu sucessor, o Beato Miguel Rua, acatou o pedido em 1893.
Guarino sofreu um derrame em 1o de fevereiro de 1895 e isso o deixou semiparalizado e incapaz de falar. Ele permaneceu em sua Arquidiocese, mas tinha assessores (incluindo seu vigário-geral, Monsenhor Giuseppe Basile) para apoiá-lo na gestão. Guarino contraiu pneumonia em julho de 1897, que piorou em 11 de setembro, levando os cônegos Trischitta e Letterio d'Arrigo Ramondini a conceder-lhe a Extrema Unção. Ele morreu às 21h00 de 21 de setembro de 1897 devido a complicações de pneumonia e foi sepultado em Messina. Guarino morreu após recitar o Ofício Divino. Dom Guglielmo Stagno di Alcontres celebrou o funeral de Guarino no dia 24 de setembro, com o sermão de São Aníbal Maria di Francia.
Em 1907, seus restos mortais foram encontrados incorruptos após sua exumação. Seus restos mortais foram posteriormente transferidos para a Catedral de Messina, onde um monumento foi erguido. Os restos de Guarino foram novamente transferidos em 1983 para a Casa Geral da ordem por ele fundada.

## Processo de beatificação
O processo de beatificação foi aberto sob o papa João Paulo II depois que a Congregação para as Causas dos Santos emitiu o edito oficial nihil obstat (sem objeções), significando que a causa poderia ser aberta, enquanto também intitulava o cardeal como um Servo de Deus. A fase diocesana de investigação foi iniciada em Messina em 10 de novembro de 1985 e concluída algum tempo depois. Posteriormente, a CCS concedeu a validação do processo diocesano em Roma em 13 de junho de 1998.
A ordem do purpurado apresentou um pedido oficial em carta de 26 de novembro de 2015 aos Salesianos, pedindo-lhes que supervisionassem a causa. O pedido foi aceito em dezembro e os Salesianos começaram a cuidar da causa eles mesmos.

O atual postulador da causa é o Padre salesiano Pierluigi Cameroni.

## Livros e artigos
- Aronica, Ferdinando, ed. (1984). Il cardinale Giuseppe Guarino: un grande pastore emerge dall'oblio : Atti del Convegno di studio sulla persona e l'opera del Cardinale Giuseppe Guarino, Messina, 27-29 aprile 1983 (em italiano). Messina: [s.n.]
- Bräuer, Martin (27 de fevereiro de 2014). Handbuch der Kardinäle: 1846-2012 (em alemão). [S.l.]: De Gruyter. ISBN 978-3-11-026947-5
- Cicala, Antonio (2016). Messina dall'Unità al fascismo: Politica e amministrazione (1860-1926) (em italiano). [S.l.]: Il Grano Edizioni. pp. 53–54. ISBN 978-88-99045-85-2
- Falzone, Maria Teresa (2002). Le congregazioni religiose femminili nella Sicilia dell'Ottocento. Col: Storia e cultura di Sicilia, 7 (em italiano). Caltanissetta: S. Sciascia. pp. 122–123, 138. ISBN 978-88-8241-110-7
- Stabile, Francesco Michele (1997). Nunzio Russo: secolarizzazione ed evangelizzazione in Sicilia nella seconda metà dell'Ottocento. Col: Studi del Centro "A. Cammarata", 26 (em italiano). Caltanisetta: S. Sciascia. pp. 44–50
- Stabile, F. M.(2007). Il cardinale Giuseppe Guarino Intratex: Catania.